# Ligue de Football Professionnel
Ligue de Football Professionnel (LFP) er den professionelle fodboldliga i Frankrig.
Den administreres af Fédération Française de Football og organiserer de to professionelle franske divisioner Ligue 1 og Ligue 2 samt Coupe de la Ligue (den franske cupturnering).

## Ekstern henvisning
- LFP.fr

| Fodbold | Spire Denne artikel om en fodboldturnering er en spire som bør udbygges. Du er velkommen til at hjælpe Wikipedia ved at udvide den. |